# الإمارة السيادية للأراضي المنخفضة المتحدة
الإمارة السيادية للأراضي المنخفضة المتحدة (بالهولندية: Souvereine Vorstendom der Verëenigde Nederlanden) كانت إمارة سيادية قصيرة الأجل وسليفة مملكة الأراضي المنخفضة المتحدة، التي أعيد لم شملها مع الأراضي المنخفضة الجنوبية في عام 1815. وقد تم إعلان الإمارة عام 1813 عندما أدرك المنتصرون في الحروب النابليونية إعادة التنظيم السياسي لأوروبا، التي من شأنها في نهاية المطاف أن تعرف من قبل مؤتمر فيينا.